# Un jeune couple
Pour plus de détails, voir Fiche technique et Distribution.
Un jeune couple est un film français réalisé par René Gainville et sorti en 1969.

## Fiche technique
- Titre : Un jeune couple
- Réalisation : René Gainville
- Scénario : René Gainville, d'après le roman de Jean-Louis Curtis[1]
- Photographie : Roger Fellous
- Musique : André Hossein
- Montage : Monique Kirsanoff
- Production : Les Films de l'Epée - Terra Film
- Pays :  France
- Durée : 84 minutes
- Date de sortie : France - 11 juin 1969

## Distribution
- Anna Gaël : Véronique
- Anny Duperey : Ariane
- Corinne Le Poulain : Janine
- Alain Libolt : Gilles
- Jean-François Calvé : Charles
- François Gabriel : Jean-Marc
- Christian Kerville : Alex
- Raymond Pélissier
- Jacques Galland